# Polyboroides
Polyboroides là một chi chim trong họ Accipitridae. Gồm 2 loài chim săn mồi có kích thước trung bình (650-950 gram).

## Các loài
- Diều mướp châu Phi, Polyboroides typus
- Diều mướp Madagasca, Polyboroides radiatus